# Pokój 104
Pokój 104 (ang. Room 104) – amerykański antologiczny serial telewizyjny (komedio-dramat, horror, antologia) wyprodukowany przez Duplass Brothers Television, którego twórcami są Jay Duplass i Mark Duplass.

Serial jest emitowany od 28 lipca 2017 roku przez HBO, a w Polsce od 18 sierpnia 2017 roku przez HBO3 oraz jest dostępny na platformie HBO GO.

## Fabuła
Dostawca pizzy, który otrzymał więcej, niż chciał, zakochana para osiemdziesięciolatków, kobieta szukająca przy pomocy kapłana dostępu do innego poziomu rzeczywistości czy dwójka mormonów pogrążonych w kryzysie wiary. Każde z nich – oraz wielu innych – trafia jedno po drugim do tego samego pokoju w przypadkowym hotelu.

## Przegląd sezonów
| Sezon | Sezon | Odcinki | Premierowa emisja (HBO) | Premierowa emisja (HBO) | Premierowa emisja   | Premierowa emisja    | Premierowa emisja    | Premierowa emisja  |
| Sezon | Sezon | Odcinki | Premierowa emisja (HBO) | Premierowa emisja (HBO) | dostęp VOD (HBO GO) | dostęp VOD (HBO GO)  | telewizyjna (HBO3)   | telewizyjna (HBO3) |
| Sezon | Sezon | Odcinki | Premiera sezonu         | Finał sezonu            | Premiera sezonu     | Finał sezonu         | Premiera sezonu      | Finał sezonu       |
| ----- | ----- | ------- | ----------------------- | ----------------------- | ------------------- | -------------------- | -------------------- | ------------------ |
|       | 1     | 12      | 28 lipca 2017           | 13 października 2017    | 29 lipca 2017       | 14 października 2017 | 18 sierpnia 2017     | 3 listopada 2017   |
|       | 2     | 12      | 9 listopada 2018        | 15 grudnia 2018         | 10 listopada 2018   | 15 grudnia 2018      | 16 listopada 2018    | 1 lutego 2019      |
|       | 3     | 12      | 13 września 2019        | 29 listopada 2019       | 14 września 2019    | 30 listopada 2019    | 25 października 2019 | 3 stycznia 2020    |
|       | 4     | 12      | 24 lipca 2020           | 9 października 2020     | 25 lipca 2020       | 10 października 2020 | 11 września 2020     | 27 listopada 2020  |

### Sezon 1 (2017)
| Nr | #  | Tytuł                   | Reżyseria               | Scenariusz                  | Premiera HBO         | Premiera HBO3                                      |
| -- | -- | ----------------------- | ----------------------- | --------------------------- | -------------------- | -------------------------------------------------- |
| 1  | 1  | Ralphie                 | Sarah Adina Smith       | Mark Duplass                | 28 lipca 2017        | 18 sierpnia 2017 (HBO GO: 29 lipca 2017)           |
| 2  | 2  | Pizza Boy               | Patrick Brice           | Mark Duplass                | 4 sierpnia 2017      | 25 sierpnia 2017 (HBO GO: 5 sierpnia 2017)         |
| 3  | 3  | The Knockadoo           | Sarah Adina Smith       | Carson Mell                 | 11 sierpnia 2017     | 1 września 2017 (HBO GO: 12 sierpnia 2017)         |
| 4  | 4  | I Knew You Weren’t Dead | So Yong Kim             | Mark Duplass                | 18 sierpnia 2017     | 8 września 2017 (HBO GO: 19 sierpnia 2017)         |
| 5  | 5  | The Internet            | Doug Emmett             | Mark Duplass                | 25 sierpnia 2017     | 15 września 2017 (HBO GO: 26 sierpnia 2017)        |
| 6  | 6  | Voyeurs                 | Dayna Hanson            | Dayna Hanson                | 1 września 2017      | 22 września 2017 (HBO GO: 2 września 2017)         |
| 7  | 7  | The Missionaries        | Megan Griffiths         | Mark Duplass                | 8 września 2017      | 29 września 2017 (HBO GO: 9 września 2017)         |
| 8  | 8  | Phoenix                 | Ross Partridge          | Xan Aranda & Ross Partridge | 15 września 2017     | 6 października 2017 (HBO GO: 16 września 2017)     |
| 9  | 9  | Boris                   | Chad Hartigan           | Ross Partridge              | 22 września 2017     | 13 października 2017 (HBO GO: 23 września 2017)    |
| 10 | 10 | Red Tent                | Anna Boden & Ryan Fleck | Anna Boden & Ryan Fleck     | 29 września 2017     | 20 października 2017 (HBO GO: 30 września 2017)    |
| 11 | 11 | The Fight               | Megan Griffiths         | Mark Duplass                | 6 października 2017  | 27 października 2017 (HBO GO: 7 października 2017) |
| 12 | 12 | My Love                 | Marta Cunningham        | Mark Duplass                | 13 października 2017 | 3 listopada 2017 (HBO GO: 14 października 2017)    |

### Sezon 2 (2018)
| Nr | #  | Tytuł                            | Reżyseria        | Scenariusz                    | Premiera HBO      | Premiera w Polsce HBO3                        |
| -- | -- | -------------------------------- | ---------------- | ----------------------------- | ----------------- | --------------------------------------------- |
| 13 | 1  | FOMO                             | Ross Partridge   | Mark Duplass                  | 9 listopada 2018  | 16 listopada 2018 (HBO GO: 10 listopada 2018) |
| 14 | 2  | Mr. Mulvahill                    | Ross Partridge   | Mark Duplass                  | 10 listopada 2018 | 23 listopada 2018 (HBO GO: 10 listopada 2018) |
| 15 | 3  | Swipe Right                      | Liza Johnson     | Liza Johnson                  | 16 listopada 2018 | 30 listopada 2018 (HBO GO: 17 listopada 2018) |
| 16 | 4  | Hungry                           | Patrick Brice    | Mark Duplass                  | 17 listopada 2018 | 7 grudnia 2018 (HBO GO: 17 listopada 2018)    |
| 17 | 5  | Woman in the Wall                | Gaby Hoffmann    | Esti Giordani                 | 23 listopada 2018 | 14 grudnia 2018 (HBO GO: 24 listopada 2018)   |
| 18 | 6  | Arnold                           | Julian Wass      | Mark Duplass & Julian Wass    | 24 listopada 2018 | 21 grudnia 2018 (HBO GO: 24 listopada 2018)   |
| 19 | 7  | The Man and the Baby and the Man | Josephine Decker | Josephine Decker & Onur Tukel | 30 listopada 2018 | 28 grudnia 2018 (HBO GO: 1 grudnia 2018)      |
| 20 | 8  | A Nightmare                      | Jonah Markowitz  | Mark Duplass                  | 1 grudnia 2018    | 4 stycznia 2019 (HBO GO: 1 grudnia 2018)      |
| 21 | 9  | The Return                       | So Yong Kim      | Mark Duplass                  | 7 grudnia 2018    | 11 stycznia 2019 (HBO GO: 8 grudnia 2018)     |
| 22 | 10 | Artificial                       | Natalie Morales  | Mark Duplass                  | 8 grudnia 2018    | 18 stycznia 2019 (HBO GO: 8 grudnia 2018)     |
| 23 | 11 | Shark                            | Mark Duplass     | Mark Duplass                  | 14 grudnia 2018   | 25 stycznia 2019 (HBO GO: 15 grudnia 2018)    |
| 24 | 12 | Josie & Me                       | Lila Neugebauer  | Lauren Budd                   | 15 grudnia 2018   | 1 lutego 2019 (HBO GO: 15 grudnia 2018)       |

### Sezon 3 (2019)
| Nr | #  | Tytuł                  | Reżyseria                 | Scenariusz                      | Premiera HBO         | Premiera HBO3                                    |
| -- | -- | ---------------------- | ------------------------- | ------------------------------- | -------------------- | ------------------------------------------------ |
| 25 | 1  | The Plot               | Macon Blair               | Macon Blair                     | 13 września 2019     | 25 października 2019 (HBO GO: 14 września 2019)  |
| 26 | 2  | Animal for Sale        | Patrick Brice             | Patrick Brice                   | 20 września 2019     | 1 listopada 2019 (HBO GO: 21 września 2019)      |
| 27 | 3  | Itchy                  | Patrick Brice             | Mark Duplass                    | 27 września 2019     | 8 listopada 2019 (HBO GO: 28 września 2019)      |
| 28 | 4  | Rogue                  | Jenée LaMarque            | Jenée LaMarque & Julian Wass    | 4 października 2019  | 15 listopada 2019 (HBO GO: 5 października 2019)  |
| 29 | 5  | Drywall Guys           | Shira Piven & Doug Emmett | Mark Duplass                    | 11 października 2019 | 22 listopada 2019 (HBO GO: 12 października 2019) |
| 30 | 6  | A New Song             | Mark Duplass              | Mark Duplass & Mel Eslyn        | 18 października 2019 | 22 listopada 2019                                |
| 31 | 7  | Jimmy & Gianni         | Doug Emmett               | Mark Duplass                    | 25 października 2019 | 29 listopada 2019                                |
| 32 | 8  | No Hospital            | Miguel Arteta             | Miguel Arteta                   | 1 listopada 2019     | 6 grudnia 2019                                   |
| 33 | 9  | Prank Call             | So Yong Kim               | Mark Duplass                    | 8 listopada 2019     | 13 grudnia 2019                                  |
| 34 | 10 | Night Shift            | Benjamin Kasulke          | Benjamin Kasulke & Mark Duplass | 15 listopada 2019    | 20 grudnia 2019                                  |
| 35 | 11 | Crossroads             | Patrick Brice             | Sam Bain                        | 22 listopada 2019    | 27 grudnia 2019                                  |
| 36 | 12 | The Specimen Collector | Mel Eslyn                 | Mel Eslyn                       | 29 listopada 2019    | 3 stycznia 2020                                  |

### Sezon 4 (2020)
| Nr | #  | Tytuł                | Reżyseria          | Scenariusz                    | Premiera HBO        | Premiera HBO3                                    |
| -- | -- | -------------------- | ------------------ | ----------------------------- | ------------------- | ------------------------------------------------ |
| 37 | 1  | The Murderer         | Mark Duplass       | Mark Duplass                  | 24 lipca 2020       | 11 września 2020 (HBO GO: 25 lipca 2020)         |
| 38 | 2  | Star Time            | Karan Soni         | Mark Duplass                  | 31 lipca 2020       | 18 września 2020 (HBO GO: 1 sierpnia 2020)       |
| 39 | 3  | Avalanche            | Ross Partridge     | Mark Duplass                  | 7 sierpnia 2020     | 25 września 2020 (HBO GO: 8 sierpnia 2020)       |
| 40 | 4  | Bangs                | Jenée LaMarque     | Jenée LaMarque & Lauren Parks | 14 sierpnia 2020    | 2 października 2020 (HBO GO: 15 sierpnia 2020)   |
| 41 | 5  | Oh, Harry!           | Mel Eslyn          | Mel Eslyn                     | 21 sierpnia 2020    | 9 października 2020 (HBO GO: 22 sierpnia 2020)   |
| 42 | 6  | The Hikers           | Lauren Budd        | Lauren Budd                   | 28 sierpnia 2020    | 16 października 2020 (HBO GO: 29 sierpnia 2020)  |
| 43 | 7  | Foam Party           | Natalie Morales    | Bryan Poyser                  | 4 września 2020     | 23 października 2020 (HBO GO: 5 września 2020)   |
| 44 | 8  | No Dice              | Patrick Brice      | Julian Wass                   | 11 września 2020    | 30 października 2020 (HBO GO: 12 września 2020)  |
| 45 | 9  | The Last Man         | Julian Wass        | Mark Duplass                  | 18 września 2020    | 6 listopada 2020 (HBO GO: 19 września 2020)      |
| 46 | 10 | The Night Babby Died | Jenée LaMarque     | Jenée LaMarque & Julian Wass  | 25 września 2020    | 13 listopada 2020 (HBO GO: 26 września 2020)     |
| 47 | 11 | Fur                  | Mel Eslyn          | Mel Eslyn                     | 2 października 2020 | 20 listopada 2020 (HBO GO: 3 października 2020)  |
| 48 | 12 | Generations          | Sydney Fleischmann | Julian Wass                   | 9 października 2020 | 27 listopada 2020 (HBO GO: 10 października 2020) |

## Produkcja
4 sierpnia 2016 roku, HBO ogłosiła zamówienie serialu „Room”, natomiast 25 sierpnia 2017 roku został zamówiony drugi sezon.

## Nominacje do nagród

### Czarne Szpule – Telewizyjne
2019
- Telewizyjna Czarna Szpula – Najlepszy występ gościnny w serialu dramatycznym – aktor Mahershala Ali

### GLAAD Media
2018
- GLAAD Media – Najlepszy odcinek serialu (gdzie nie występuje regularnie postać homoseksualisty) – za odcinek „The Missionaries”[33]